# Nicholas D'Agosto
Nicholas D'Agosto (17 de abril de 1980) es un actor estadounidense de televisión y cine.

## Primeros años
D'Agosto nació en Omaha, Nebraska, hijo de Deanna Rae Vellinga y Alan D'Agosto, que son dueños de varios Arby's en Omaha. Fue criado bajo la religión católica. D'Agosto estuvo muy involucrado en el drama y el teatro desde pequeño, actuando en muchas obras de teatro y musicales diferentes. Asistió a la Escuela Preparatoria de Creighton en Omaha y se graduó en 1998. D'Agosto asistió a la Universidad de Marquette, donde obtuvo su licenciatura en historia y teatro.

## Carrera
Su gran oportunidad llegó cuando fue elegido como el presidente del comité de ética Larry Fouch en la comedia adolescente Election (1999), cuando todavía era estudiante de último año en la escuela preparatoria. La película fue escrita y dirigida por Alexander Payne, otro alumno de la Escuela de Creighton. D'Agosto fue el protagonista de la película Psycho Beach Party (2000). En 2002, se mudó a Los Ángeles para perseguir una carrera a tiempo completo de calidad. D'Agosto rápidamente consiguió apariciones en series de televisión en horario estelar como Boston Public, ER, Six Feet Under, Cold Case, Dr. House, Supernatural y Without a Trace. También apareció en tres episodios de The Office. D'Agosto también actuó como West Rosen, papel recurrente de la serie Héroes. Participó como el subdirector del FBI en Quantico, Doug Bailey, en Mentes Criminales: Evolución en 2022

## Filmografía

### Televisión
| Año         | Título            | Rol                 | Notas                     |
| ----------- | ----------------- | ------------------- | ------------------------- |
| 2002        | Do Over           | Todd York           | 1 episodio                |
| 2003        | Boston Public     | Richard Kinney      | 1 episodio                |
| 2003        | ER                | Andy                | 2 episodios               |
| 2004        | Cracking Up       | Ben                 | 1 episodio                |
| 2004        | Six Feet Under    | Jonathan Gorodetsky | 1 episodio                |
| 2004        | Cold Case         | Chris (1979)        | 1 episodio                |
| 2005        | Dr. House         | Keith Foster        | 1 episodio                |
| 2005        | Supernatural      | Gavin               | 1 episodio                |
| 2006        | Related           | P.J.                | 2 episodios               |
| 2006        | Without a Trace   | Ted Soros           | 1 episodio                |
| 2006        | Big Day           | Dr. Zaks            | 1 episodio                |
| 2007        | The Office        | Hunter              | 3 episodios               |
| 2007        | Héroes            | West Rosen          | 9 episodios / Secundario  |
| 2011        | Eden              | John Sparks         | 1 episodio                |
| 2012        | Breakout Kings    | Travis Muncey       | 1 episodio                |
| 2013        | Apartment 23      | Will                | 1 episodio                |
| 2013        | Masters of Sex    | Dr. Ethan Haas      | 13 episodios              |
| 2014        | Anatomía de Grey  | Dr. Graham          | 2 episodios               |
| 2015        | Grace and Frankie | Doug                | 2 episodios               |
| 2014 - 2016 | Gotham            | Harvey Dent         | 19 episodios / Recurrente |

### Cine
| Año  | Título                                | Rol            | Notas                  |
| ---- | ------------------------------------- | -------------- | ---------------------- |
| 1999 | Election                              | Larry Fouch    |                        |
| 2000 | Psycho Beach Party                    | Camarero       |                        |
| 2004 | Joint Custody                         | Joel           | Película de televisión |
| 2006 | Orpheus                               | Tipo           | Película de televisión |
| 2006 | Inside                                | Alex           | Protagonista           |
| 2007 | The Rich Inner Life of Penelope Cloud | Ivy            | Película de televisión |
| 2007 | Rocket Science                        | Ben Wekselbaum | Protagonista           |
| 2007 | Drive-Thru                            | Kent Fisher    | Protagonista           |
| 2007 | L.A. Blues                            | Adam Cooper    |                        |
| 2008 | Extreme Movie                         | Evan           |                        |
| 2009 | Fired Up!                             | Shawn Colfax   | Protagonista           |
| 2010 | This Little Piggy                     | Eric           | Película de televisión |
| 2010 | Dirty Girl                            | Joel           |                        |
| 2011 | From Prada to Nada                    | Edward Ferris  |                        |
| 2011 | Destino final 5                       | Sam Lawton     | Protagonista           |
| 2011 | Mardi Gras: Spring Break              | Mike Morgan    | Protagonista           |